# گلدینگ برد

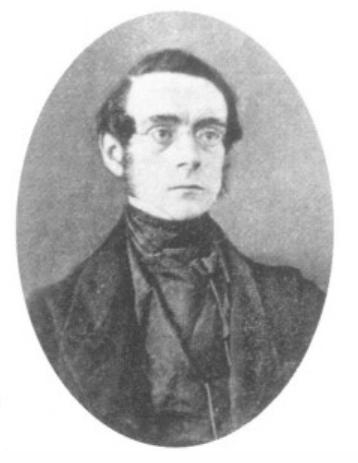
گلدینگ برد در سال ۱۸۴۰

گلدینگ برد(به انگلیسی: Golding Bird) ‏ (زاده ۹ دسامبر ۱۸۱۴ و درگذشته ۲۷ اکتبر ۱۸۵۴) پزشک بریتانیایی و عضو هیئت مدیرهٔ دانشگاه سلطنتی لندن بود.
او در خصوص بیماری‌های کلیه از پزشکان نامدار دوره خود بود. وی در سال ۱۸۴۴ مقاله‌ای دربارهٔ رسوبات ادرار منتشر کرد. دکتر گلدینگ برد همچنین در رابطه با علوم وابسته و مرتبط با پزشکی به ویژه کاربرد الکتریسیته و الکتروشیمی در دانش پزشکی دارای شهرت زیادی می‌باشد.